# Jan Rajchel (wojskowy)

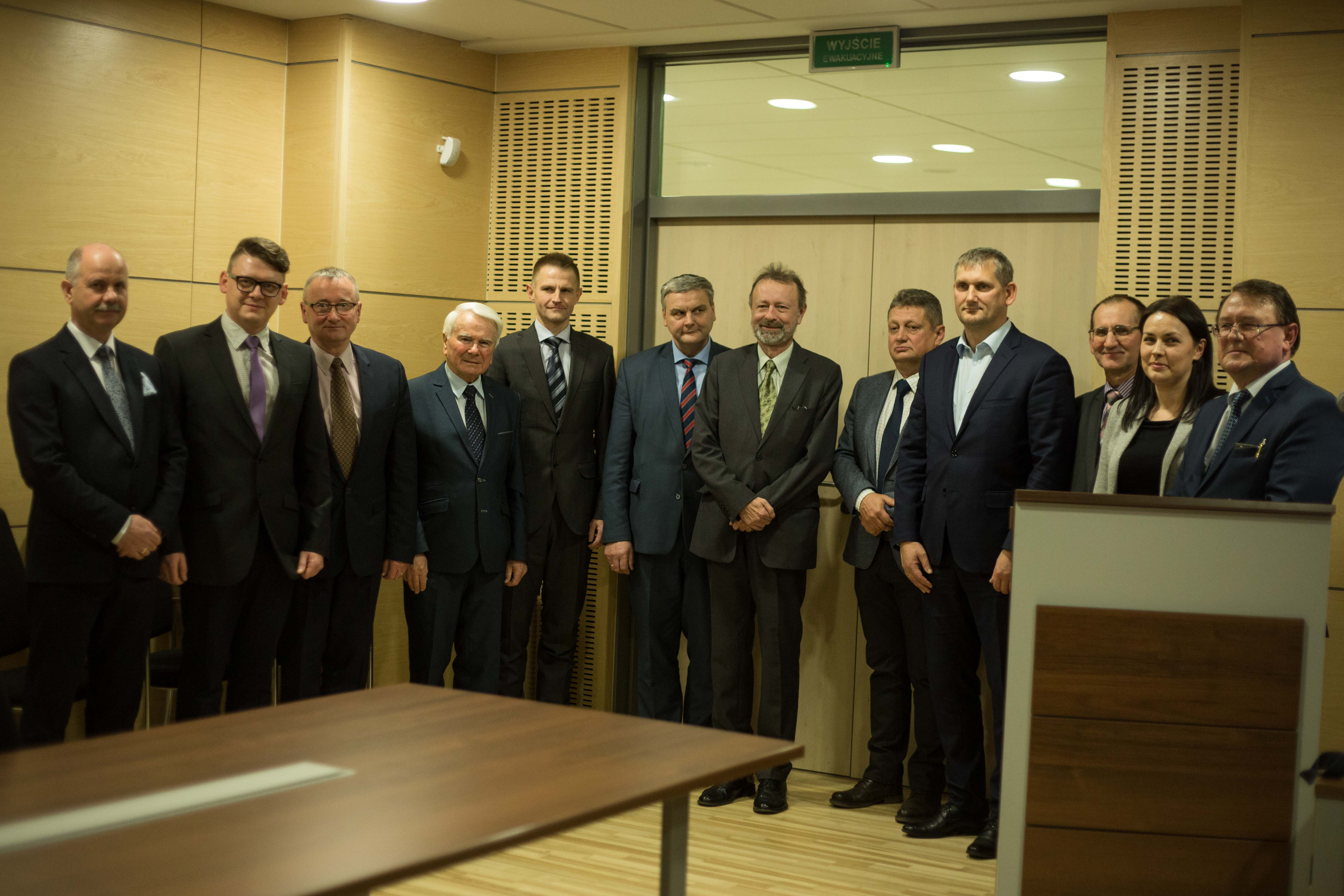
Jan Rajchel piąty od prawej (2018)

Jan Bogdan Rajchel (ur. 4 czerwca 1964 w Sanoku) – polski wojskowy i politolog, generał brygady rez. Wojska Polskiego, profesor Instytutu Nauk Społecznych i Bezpieczeństwa na Uniwersytecie w Siedlcach, od 2024 prezes Rządowej Agencji Rezerw Strategicznych.

## Życiorys
Pilot wojskowy klasy mistrzowskiej z nalotem ogólnym ponad 2000 h, z czego ponad 1300 h to nalot na samolotach naddźwiękowych MiG-21 i MiG–29. Przygodę z lotnictwem rozpoczął w 1980 w Aeroklubie Rzeszowskim. Posiada cywilną licencje pilota (PPL).
Wyższą Oficerską Szkołę Lotniczą ukończył w 1988, rozpoczynając służbę w jednostkach 4. Dywizji Lotnictwa Myśliwskiego w Malborku, Debrznie i Goleniowie (2., 41. Pułk Lotnictwa Myśliwego), zajmując kolejno stanowiska w strukturze pułku lotniczego (do szefa strzelania powietrznego eskadry) oraz osiągając I klasę pilota wojskowego.
Po ukończeniu studiów w Akademii Obrony Narodowej na kierunku Wojsk Lotniczych, w 1994 trafił do 41. pułku lotnictwa myśliwego w Malborku, gdzie uzyskał uprawnienia instruktorskie we wszystkich warunkach atmosferycznych oraz „mistrzowską” klasę pilota. Zajmował stanowiska zastępcy dowódcy eskadry lotniczej, dowódcy eskadry lotniczej, która przekształcona została w tzw. Eskadrę Pierwszej Kolejności Użycia (PKU) – ówczesne powietrzne siły szybkiego reagowania. Był jednym z pierwszych polskich pilotów wykonujących loty zapoznawcze na samolocie F-16 Duńskich Sił Powietrznych. Przez kolejne 5 lat zajmował stanowisko zastępcy dowódcy ds. szkolenia 41. pułku lotnictwa myśliwskiego.
Po reorganizacji Polskich Sił Powietrznych został wyznaczony na stanowisko dowódcy 41. Eskadry Lotnictwa Taktycznego. Po wejściu Polski do NATO, jako jeden z pierwszych polskich pilotów pełnił dyżury bojowe w natowskim systemie obrony powietrznej.
14 grudnia 2003 wspólnie z dowódcą 22. Bazy Lotniczej płk. Eugeniuszem Gardasem wykonał historyczny, ostatni w Polsce, lot na samolocie MiG 21. Po przejęciu z Niemieckich Sił Powietrznych samolotów MiG-29 zdał stanowisko dowódcy 41. Eskadry Lotnictwa Taktycznego i w 2004 został dowódcą 23. Bazy Lotniczej w Mińsku Mazowieckim. W okresie dowodzenia 23. Bazą Lotniczą, w 2006 był odpowiedzialny za sformowanie pierwszego kontyngentu do realizacji natowskiej misji AIR Policing w krajach nadbałtyckich ORLIK. Kontyngent strzegł bezpieczeństwa granic powietrznych NATO.
W 2007 skierowany do Dowództwa Sił Powietrznych, gdzie został wyznaczony na stanowisko Zastępcy Szefa Wojsk Lotniczych. W lipcu 2007 został wyznaczony na stanowisko Szefa Sztabu Wyższej Szkoły Oficerskiej Sił Powietrznych z jednoczesnym powierzeniem wykonywania obowiązków Rektora-Komendanta. 15 sierpnia 2007 został Rektorem-Komendantem WSOSP i z rąk prezydenta RP Lecha Kaczyńskiego odebrał nominację na stopień generała brygady. Funkcje tę pełnił do 2016.
Od lipca 2024 był pełniącym obowiązki prezesa Rządowej Agencji Rezerw Strategicznych, w grudniu tego samego roku został prezesem tej instytucji.

### Wykształcenie
W 1988 został absolwentem Wyższej Oficerskiej Szkoły Lotniczej. W 1994 ukończył studia w Akademii Obrony Narodowej na kierunku Wojsk Lotniczych, broniąc pracy dotyczącej dowodzenia lotnictwem z wykorzystaniem powietrznych systemów wykrywania i naprowadzania (dowodzenia).
W 1998, w Akademii Obrony Narodowej uzyskał stopień naukowy doktora nauk wojskowych, broniąc pracy dyplomowej na temat dowodzenia lotnictwem myśliwskim. W 2003 ukończył studia podyplomowe Zarządzanie Lotnictwem.
W 2013 uzyskał stopień naukowy doktora habilitowanego nauk społecznych w dyscyplinie nauk o polityce w UMCS w Lublinie.
Jest autorem i współautorem kilkudziesięciu monografii, ponad 50 opracowań zbiorowych oraz ponad 100 artykułów naukowych z zakresu nauk o bezpieczeństwie i obronności. Organizował lub współorganizował ponad 40 międzynarodowych i krajowych konferencji oraz sympozjów naukowych. Uczestniczył także w finansowanych przez MNiSW oraz NCBiR projektach naukowych dotyczących bezpieczeństwa i obronności państwa,
W obszarze jego zainteresowań badawczych znajdują się Siły Powietrzne RP, zarządzanie kryzysowe, instytucje bezpieczeństwa i porządku publicznego.

### Działalność akademicka
W latach 2007–2016 pełnił funkcję rektora Wyższej Szkoły Oficerskiej Sił Powietrznych w Dęblinie, której osiągnięcia spowodowały wpisanie jej nazwy do Księgi Honorowej Wojska Polskiego.
W momencie objęcia funkcji, uczelnia nie spełniała wymagań do kształcenia oficerów Wojska Polskiego, zgodnie z obowiązującą ustawą Prawo o szkolnictwie wyższym. W trakcie jego kadencji uczelnia uzyskała uprawnienia do prowadzenia studiów II stopnia, a także przyznane przez Polską Komisję Akredytacyjną uprawnienia do nadawania stopnia naukowego doktora nauk technicznych. Wraz z kolejnymi uprawnieniami WSOSP uzyskała formalne podstawy do uzyskania statusu uczelni akademickiej.
W 2007 gen. Rajchel wdrożył w WSOSP w Dęblinie pierwszy w Siłach Zbrojnych RP symulator kontroli ruchu lotniczego. Zainicjował także utworzenie Ośrodka Szkolenia Kontrolerów Ruchu Lotniczego dedykowanego wojskowym kontrolerom ruchu lotniczego. W trakcie swojej kadencji, we współpracy z Polską Agencją Żeglugi Powietrznej, doprowadził do certyfikacji ośrodka przez Urząd Lotnictwa Cywilnego jako ośrodka szkoleniowego dla cywilnego personelu kontroli ruchu lotniczego.
W następnych latach utworzone zostały także nowe kierunki studiów oraz kolejne jednostki naukowo-dydaktyczne, na których szkoleni są cywilni i wojskowi studenci, którzy mogą uzyskać praktycznie większość uprawnień lotniczych. Równolegle tworzy i certyfikuje, według przepisów wojskowych obowiązujących w NATO, ośrodek szkolenia wysuniętych nawigatorów naprowadzania lotnictwa oraz operatorów bezzałogowych statków powietrznych (ośrodek także certyfikowany przez Urząd Lotnictwa Cywilnego), a także Centrum Szkolenia Personelu Lotniczego, któremu ton nadaje Akademicki Ośrodek Szkolenia Lotniczego.
Zakup kilkunastu nowych samolotów szkolenia podstawowego i zaawansowanego oraz sześć śmigłowców spowodował, że WSOSP zostało pierwszą uczelnią publiczną, w której można było uzyskać cywilne uprawnienia do pilotowania śmigłowcowych. W ramach projektów badawczych wykonanych zostało także szereg nowoczesnych symulatorów lotu, w tym symulator dezorientacji. W krótkim czasie ośrodek staje się najnowocześniejszym tego typu ośrodkiem w Polsce.
Gen. Rajchel opracował i wdrożył nową koncepcję szkolenia pilotów na potrzeby Sił Zbrojnych RP, która pozwala na zwiększenie ilości nalotu w powietrzu oraz uzyskiwanych uprawnień przez studentów wojskowych przy jednoczesnym obniżeniu kosztów szkolenia. Nowa koncepcja szkolenia znajduje uznanie m.in. w innych akademiach lotniczych państw NATO. Wyrazem uznania jest ponowne rozpoczęcie szkolenia zagranicznych pilotów w Dęblinie.
Uczelnia została uhonorowana tytułem Zasłużony dla Województwa Lubelskiego.
Aktualnie jest profesorem Uniwersytetu w Siedlcach w Instytucie nauk o bezpieczeństwie.

### Działalność społeczna
Był członkiem Rady Naukowej Instytutu Technicznego Wojsk Lotniczych w Warszawie oraz Rady Społecznej 1. Szpitala Wojskowego w Lublinie. Przez szereg lat zajmował stanowisko Prezesa Aeroklubu Orląt w Dęblinie. Uczestniczył w pracach parlamentarnych nad tzw. dużą nowelizacją ustawy Prawo o szkolnictwie wyższym (2011) oraz nad ustawą o powstaniu Akademii Lotniczej w Dęblinie. Jest członkiem Polskiego Towarzystwa Nauk o Bezpieczeństwie.
W ramach programu operacyjnego „Kapitał ludzki” zatrudniony był w Thales Polska S.A. jako Animator Sektorowej Rady Kompetencji Przemysłu Lotniczo-Kosmicznego. Współpracował również z Zakładem Inwestycji Traktatu Północnoatlantyckiego w charakterze eksperta. Prowadzi własną działalność gospodarczą.
Jeden z ekspertów w Fundacji Bezpieczeństwa i Rozwoju Stratpoints.

### Odznaczenia
- Złoty Krzyż Zasługi (2015)[4]
- Srebrny Krzyż Zasługi (2011)[5]
- Brązowy Krzyż Zasługi (2003)[6]
- Lotniczy Krzyż Zasługi

Ponadto Jan Rajchel odznaczony jest medalami resortowymi, tytułem i odznaką Zasłużony Żołnierz RP oraz tytułem honorowym Zasłużony Pilot Wojskowy. Wyróżniony medalami Militio Pro Christo oraz ks. Jerzego Popiełuszki, Medalem Komisji Edukacji Narodowej. Został również uhonorowany prestiżową cywilną nagrodą lotniczą „Błękitne Skrzydła” za opracowanie i wdrożenie nowego systemu szkolenia lotniczego w Wyższej Szkole Oficerskiej Sił Powietrznych w Dęblinie.